# Tommaso Ciampa
Tommaso Whitney (* 8. Mai 1985 in Boston, Massachusetts), besser bekannt unter seinem Ringnamen Tommaso Ciampa, ist ein US-amerikanischer Wrestler, der bei World Wrestling Entertainment (WWE) unter Vertrag steht und derzeit bei SmackDown auftritt. Seine größten Erfolge bei der WWE waren bisher der Erhalt der NXT Tag Team Championship und der zweifache Erhalt der NXT Championship.

## Wrestling-Karriere

### Anfänge
Whitney begann seine Wrestling-Karriere in seinem Heimatbundesstaat Massachusetts, wo er für viele kleinere Wrestlingligen antrat. Er wurde u. a. vom WWE Hall of Famer Killer Kowalski trainiert. Besonders viele Auftritte hatte in der Wrestlingliga Chaotic Wrestling. Dort gewann er am 5. August 2005 als Tommy Penmanship auch seinen ersten Wrestlingtitel, nämlich die Chaotic Wrestling New England Championship.

### World Wrestling Entertainment (2005–2007)
Am 14. Juli 2005 hatte Whitney seinen ersten Auftritt bei World Wrestling Entertainment, kurz WWE. Dort trat er unter dem Ringnamen Thomas Whitney als Muhammad Hassans Anwalt bei SmackDown auf, einige Matches folgten. Am 4. Februar 2007 unterzeichnete Whitney schließlich einen Entwicklungsvertrag bei der WWE. Dort wurde er ein Teil von WWEs damaliger Aufbauliga Ohio Valley Wrestling und trat unter verschiedenen Ringnamen an, zunächst nur als Tommaso. Nach einer realen Verletzung wurde er unter dem Namen Dr. Thomas als Manager des Tag Teams Bolin Services eingesetzt. Nach seiner Genesung bekam er ab Mitte 2007 ein neues Gimmick als maskierter Wrestler mit dem Namen Prodigy. Am 9. August 2007 wurde er schließlich von der WWE entlassen.

### Ring of Honor (2011–2015)
Nach seiner Entlassung von der WWE trat er ab der zweiten Jahreshälfte 2007 unter dem Namen Tommaso Ciampa für verschiedene Wrestlingligen an und konnte am 29. September 2007 die MWF Television Championship der Millennium Wrestling Federation gewinnen. Besonderen Eindruck hinterließ er bei Ring of Honor, wo er von Januar 2011 bis März 2015 viele Matches bestritt. Seinen größten Erfolg bei Ring of Honor feierte er am 14. Dezember 2013, als er bei Final Battle die ROH World Television Championship von Matt Taven gewinnen durfte. Diesen Titel hielt er bis zum 4. April 2014, als er bei Supercard Of Honor VIII von Jay Lethal besiegt wurde. Am 29. März 2015 verkündete Ciampa, dass er Ring of Honor verlassen werde.

### Rückkehr zur WWE (seit 2015)
Nachdem er einige Matches bei Total Nonstop Action Wrestling (TNA) absolviert hatte, kehrte er zur WWE zurück, zunächst allerdings ohne langfristigen Vertrag. Dort nahm er als Tommaso Ciampa bei NXT in einem Tag Team mit Johnny Gargano an der Dusty Rhodes Tag Team Classic teil. In der ersten Runde konnten sie das Team aus Tyler Breeze und Bull Dempsey schlagen, sie scheiterten allerdings in der zweiten Runde an Baron Corbin und Rhyno. Am 31. März 2016 wurde Ciampa von der WWE als Teilnehmer des ersten Cruiserweight Classic Turniers bestätigt. Dort schied er in der ersten Runde gegen seinen Tag Team-Partner Johnny Gargano aus. Am 2. April 2016 wurde bekannt, dass Ciampa nun einen längerfristigen Vertrag bei der WWE unterschrieben hatte, der ihm bis September aber auch noch Independent-Matches erlaubte. Danach wurde er offiziell ein Vollzeit-Mitglied von NXT und bildete mit Johnny Gargano weiterhin ein Tag Team. Dieses Team bekam nun den Namen #DIY. Am 19. November 2016 gewannen sie bei NXT TakeOver: Toronto die NXT Tag Team Championship von The Revival. Den Titel mussten sie bei NXT TakeOver: San Antonio am 28. Januar 2017 nach siebzigtägiger Regentschaft an die Authors of Pain abgeben. Am 20. Mai 2017, bei NXT TakeOver: Chicago, wendete sich Ciampa, nach einer weiteren Niederlage gegen die Authors of Pain, gegen seinen Tag Team-Partner Gargano und attackierte ihn. Damit wurde das Tag Team #DIY aufgelöst. Einige Tage nach dem Match wurde bekanntgegeben, dass sich Ciampa eine reale Knieverletzung zugezogen hatte, womit er einige Monate verletzt ausfiel.
Am 27. Januar 2018 bei NXT TakeOver: Philadelphia kehrte er zurück, indem er seinen ehemaligen Tag Team-Partner Johnny Gargano mit einer Krücke attackierte. Eine komplexe Fehde schloss sich an, mit Matches der beiden bei NXT TakeOver: New Orleans und NXT TakeOver: Chicago II. In der NXT-Ausgabe vom 25. Juli 2018, die sieben Tage zuvor aufgezeichnet wurde, gewann Ciampa von Aleister Black die NXT Championship, nachdem Gargano in das Match eingegriffen hatte. In der Folgezeit durfte er den Titel erfolgreich verteidigen, u. a. gegen Johnny Gargano, Velveteen Dream und Aleister Black.
Am 18. Februar 2019 debütierte Ciampa bei Raw. Zusammen mit seinem ehemaligen NXT Tag Team-Partner Gargano konnten sie die Raw Tag Team Champions The Revival in einem Non-Title-Match besiegen. Einen Tag später traten Ciampa und Gargano ebenfalls bei SmackDown Live an und besiegten dort The Bar (Sheamus und Cesaro). In der Folge traten Gargano und Ciampa auch bei NXT wieder als Tag Team #DIY auf und nahmen in den NXT-Sendungen vom 6. und 13. März 2019 am Dusty Rhodes Tag Team Classic-Turnier teil. Nach zwei Matches als Team zerbrach die Allianz jedoch wieder, nachdem Ciampa erfolglos versucht hatte, Gargano nach ihrem Ausscheiden aus dem Turnier anzugreifen.
Aufgrund einer realen Verletzung der Halswirbelsäule, die einen chirurgischen Eingriff erforderte und gleichzeitig eine längere Auszeit vom aktiven Wrestling bedeutete, musste Ciampa die NXT-Championship kurz danach kampflos abgeben. Dies wurde in der NXT-Ausgabe vom 20. März 2019 durch den Chief Operating Officer der WWE, Triple H, bekannt gegeben. Er kehrte nach einer Verletzungspause von 8 Monaten zurück. Am 23. November 2019 bestritt er zusammen mit Keith Lee, Dominik Dijakovic und Kevin Owens bei NXT TakeOver: WarGames III ein War Games Match gegen The Undisputed ERA Adam Cole, Kyle O’Reilly, Roderick Strong und Bobby Fish. Dieses Match gewann er. Am 24. November 2019 bestritt er bei WWE Survivor Series zusammen mit Damian Priest, Matt Riddle, Keith Lee und WALTER ein Traditional Survivor Series Elimination Match gegen Drew McIntyre, Ricochet, Seth Rollins, Randy Orton, Kevin Owens, Braun Strowman, King Corbin, Mustafa Ali und Shorty G. und Roman Reigns. Dieses Match verlor er.
Nach einer Verletzung kehrte er zurück und bestritt diverse Singles Matches, welche er zum Teil gewann. Bei NXT TakeOver: WarGames IV am 6. Dezember 2020, bestritt er ein Match gegen Timothy Thatcher, dieses konnte er gewinnen. Am 7. April 2021 bestritt der bei NXT TakeOver: Stand and Deliver ein Match um die NXT UK Championship gegen Walter, dieses konnte er jedoch nicht gewinnen. Am 14. September 2021 gewann er die NXT Championship, hierfür besiegte er in einem Fatal-Four-Way-Match LA Knight, Von Wagner und Pete Dunne. Die Regentschaft hielt 112 Tage und verlor den Titel, schlussendlich am 4. Januar 2022 an Bron Breakker. Sein letztes Match für NXT bestritt er am 2. April 2022 gegen Tony D’Angelo bei NXT Stand & Deliver (2022), dieses verlor er jedoch.
Am 11. April 2022 debütierte er im Rahmen eines Interviews bei Raw. Am 25. April 2022 wurde sein Ringname in Ciampa geändert. Am 6. September 2022 wurde bekannt gegeben, dass er seinen ursprünglichen Ringnamen zurück erhalten hat. Am 27. Oktober 2022 wurde bekannt gegeben, dass Ciampa sich einer Operation wegen einer Hüftverletzung unterziehen musste und er bis zu neun Monate ausfallen wird.

## Wrestling-Erfolge
World Wrestling Entertainment

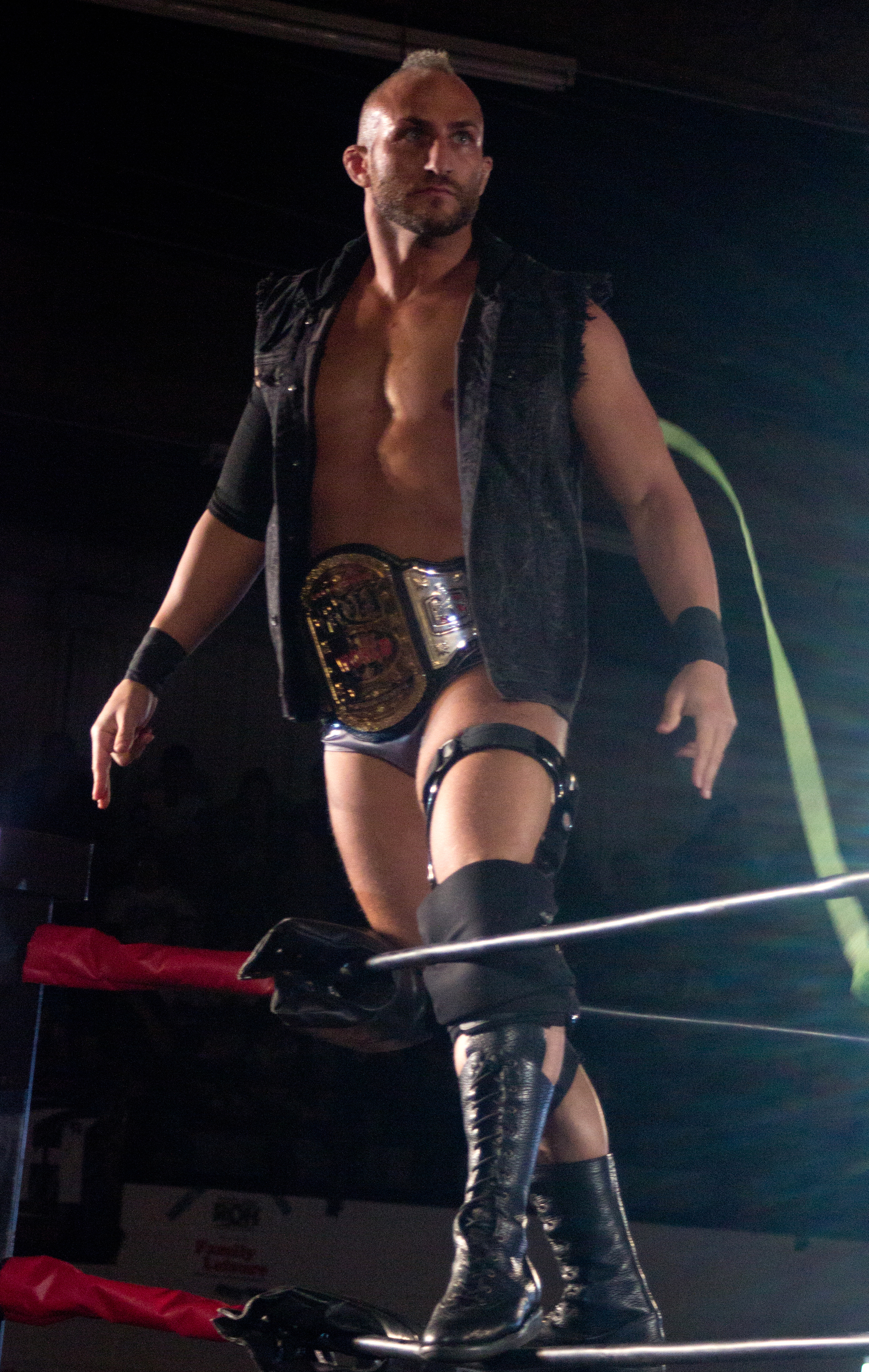
Tomasso Ciampa als ROH World Television Champion

- WWE Tag Team Championship (2× mit Johnny Gargano)

- NXT Championship (2×)
- NXT Tag Team Championship (1× mit Johnny Gargano)

Ring of Honor
- ROH World Television Championship (1×)

Chaotic Wrestling
- Chaotic Wrestling Heavyweight Championship (1×)
- Chaotic Wrestling New England Heavyweight Championship (1×)

Millennium Wrestling Federation
- MWF Television Championship (1×)

UPW Pro Wrestling
- UPW Heavyweight Championship (1×)

Xtreme Wrestling Alliance
- XWA Heavyweight Championship (1×)

Pro Wrestling Illustrated
- Nummer 30 der Top 500 Wrestler in der PWI 500 im Jahr 2020